# Petra (Georgien)

Lage

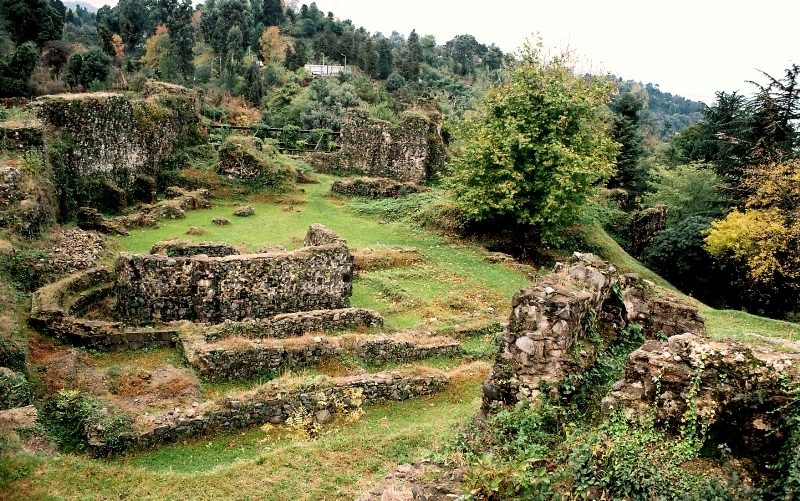
Petra

Petra (georgisch პეტრა) war eine Siedlung im antiken Georgien, im Königreich Egrissi (Lasika). Heute sind die Ruinen zahlreicher Gebäude und Mauern der Siedlung in Adscharien, in der Munizipalität Kobuleti, im Dorf Zichisdsiri erhalten.

## Geschichte
Vor 535 gründete Ioannes Tzibos, magister militum per Armeniam des Kaisers Justinian I., die Festung Petra und monopolisierte den Handel im Königreich Lasika. 541 eroberten der Lasenkönig Gubazes II. und der persische Großkönig Chosrau I. Petra. 549 belagerte der neue oströmische magister militum per Armeniam Dagisthaeus Petra, aber die Armee des persischen Generals Mihr-Mihroe schlug ihn zurück. Bald darauf wurde Dagisthäus abberufen und durch Bessas ersetzt.
Die günstige strategische Lage von Petra führte zur schnellen wirtschaftlichen Entwicklung der Siedlung, diese  kontrollierte den östlichen Teil des Schwarzen Meers und die Flotte des Byzantinischen Reichs. Byzanz und das Sassanidenreich hatten immer großes Interesse an der Siedlung. Ihre politische und wirtschaftliche Expansion in dieser Region war zu einem großen Teil von der Kontrolle Petras abhängig. Das war auch der Grund für die Kriege zwischen Römerreich und Persien im 6. Jahrhundert, dadurch wurde die Festung von Petra schließlich nach der Belagerung von Petra (550–551) abgerissen. 
Petra verlor jedoch seine Bedeutung auch im Mittelalter nicht ganz. Der mittelalterliche georgische Name der Stadt war Kadschetis Ziche (deutsch Burg von Schraten). Auch im 19. Jahrhundert war Petra ein wichtiger Ort für den Handel.
Petra war  auch das Zentrum des orthodoxen Bistums Lasika.

## Archäologie
Archäologische Grabungen brachten eine Nekropole und Siedlungsreste aus dem 2.–3. Jahrhundert n. Chr. zum Vorschein. Durch Grabungen wurde in der Stadt ferner die Ruine einer christlichen Basilika gefunden, die aus dem 6.–7. Jahrhundert stammt.